# Santaloides balansaeanum
Santaloides balansaeanum là một loài thực vật có hoa trong họ Connaraceae. Loài này được (Baill.) G. Schellenb. miêu tả khoa học đầu tiên năm 1923.